# Fluviometria
Fluviometria é o capítulo da Hidrologia que trata das técnicas de medição de níveis d’água, velocidades e vazões nos rios. Ela permite quantificar o regime dos rios caracterizando suas grandezas básicas e os diversos parâmetros e curvas representativas.
Os métodos fluviométricos sempre se referem a uma seção do rio e, conseqüentemente, a uma bacia hidrográfica de contribuição. Nessa seção, materializa-se o posto ou estação fluviométrica, na qual são medidos os níveis d’água, as velocidades e vazões que por ela transitam.
Segundo as condições locais e o método adotado, a medição das vazões poderá ser feita sobre a seção transversal do posto, em seção próxima, a montante ou jusante, ou em estirões adjacentes do rio.
Os postos nos quais são medidos apenas níveis d’água tomam o nome de postos linimétricos.
A escolha da seção do posto fluviométrico, no caso de métodos de medição de vazão que se baseiam em áreas e velocidades de escoamento, é feita com base em critérios adequados. O trecho do rio (estirão) sobre o qual se situa a seção deve ser retilíneo, com filetes líquidos paralelos (regime laminar), seções transversais pouco variáveis, margens e fundos estáveis, e não devem ter em sua extensão ilhas ou bancos de sedimentos. A seção do posto deve ter forma regular, facilidade de acesso durante todo o ano, não se situar próximo a confluências de outros cursos d’água, ter leito definido, que concentre adequadamente as vazões de máxima estiagem e margens altas que contenham as enchentes (evitam o extravasamento do fluxo do rio), dando continuidade às observações nos períodos extremos do regime fluvial.
Nos casos  em que as vazões não sejam medidas por meio de áreas e velocidades, as condições de implantação do posto serão diferentes.
O posto fluviométrico pode ser registrador ou não registrador. O “posto fluviométrico não registrador” é o que caracteriza o regime do rio por meio de leituras de níveis d’água feitas por um observador, leitura que ocorre geralmente duas vezes ao dia (7 e 17 horas), principalmente no âmbito da Rede Hidrometeorológica Nacional (Brasil), mas pode ocorre leituras uma ou mais vezes por dia, dependendo do gestor da rede de monitoramento.
A leitura é feita em uma régua ou escala linimétrica construída em madeira, ferro esmaltado, alumínio ou plástico. Essas escalas linimétricas, fixadas nas margens dos rios, devem cobrir toda a gama de variações de níveis d’água na seção, sendo os limites extremos definidos pela experiência anterior ou informações locais, geralmente obtidas com os moradores da região. Serão instalados tantos lances de régua quantos sejam necessários para cobrir esse estirão vertical, estabelecendo-se que a cota da leitura extrema superior de cada lance seja a mesma da extrema inferior do lance seguinte.
Sempre que possível, deve-se aproveitar a existência de estruturas fixas nas margens dos rios ou em suas calhas, como cais, muros e pilares de pontes, que facilitem a instalação de régua. Deve-se tomar cuidado para que as escalas não sejam influenciadas por fenômenos hidráulicos resultantes da própria existência da estrutura usada como suporte, tais como, descolamentos, sobrelevações, estrangulamentos, etc.
O “posto fluviométrico registrador” contém todas as instalações fixas do posto não registrador, acrescidas de um dispositivo automático que promove o registro contínuo dos níveis d’água na seção do posto - o linígrafo (ou linímetro). Há diversas marcas e tipos de linígrafos que, basicamente, obedecem, ou ao princípio de bóia ou flutuador, ou ao da transmissão a um manômetro com registrador da pressão hidrostática - variável com a altura d’água - sobre o ponto de tomada fixado em uma profundidade conhecida do rio.
O linígrafo de bóia é o de uso mais difundido. O linígrafo de bóia funciona em um poço, o “poço piezométrico” ligado à calha  fluvial por um “tubo de admissão”, constituindo assim um sistema de vasos comunicantes com o rio.
Os equipamentos mais modernos já são digitais, contando com sensores que registram o nível do rio por meio da pressão exercida pela água sobre o sensor - aqui chamado de sensor de pressão, que converte o "peso" da coluna d'agua em profundidade.
Vários são os  métodos para medição de velocidades e vazões em rios.
Podem ser classificados em:
- Métodos Diretos - São aqueles que determinam as grandezas fundamentais - volume (L3), massa (M) e tempos (T) - dos escoamentos. Em função das grandezas empregadas são chamados volumétricos e gravimétricos. Os métodos gravimétricos são os mais precisos.

- Métodos Áreas x Velocidades - São métodos indiretos e se baseiam na equação de continuidade dos escoamentos líquidos, onde é medida a velocidade (LT-1), profundidade (L) e largura 9L) da seção transversal do Rio. A Organização Meteorológica Mundial preconiza dividir a largura do rio em 30 partes.

A técnica de medição das áreas molhadas é, em geral, comum a todos eles, que se distinguem na forma de determinação das velocidades.
Os métodos de determinação das velocidades das correntes líquidas são os seguintes: molinetes, tubo Pitot, flutuadores e fórmulas empíricas.
- Método dos traçadores - São os que se baseiam na diluição de uma substância marcadora na massa líquida em escoamento. Os traçadores são de dois tipos: químicos e radioativos.

- Métodos das singularidades ou dos medidores de regime crítico - São aqueles que utilizam singularidades das calhas fluviais, existentes ou instaladas especificamente, com o objetivo de medir vazões em seções de regime crítico de escoamento. No caso de calhas fluviais usam-se, principalmente, vertedores e calhas medidoras.